# السبية (مستباء)

تعديل مصدري - تعديل

السبية هي إحدى قرى عزلة شرق مستباء بمديرية مستباء التابعة لمحافظة حجة، بلغ تعداد سكانها 2332 نسمة حسب تعداد اليمن لعام 2004.